# Pierce Charles de Lacy O’Mahony

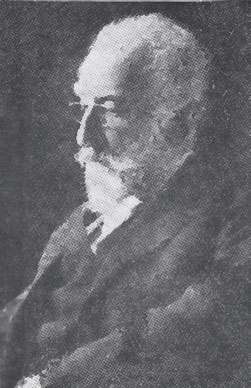
Pierce Charles de Lacy O’Mahony

Pierce Charles de Lacy O’Mahony (* 9. Juni 1850 in Dublin; † 31. Oktober 1930 in Grange, County Wicklow), bis 1901 bekannt als Pierce Mahony, ab 1912 auch als The O’Mahony of Kerry, war ein irischer Anwalt, protestantischer Nationalist, Philanthrop, Politiker und Abgeordneter der Irish Parliamentary Party im britischen Unterhaus. Er ist nicht zu verwechseln mit seinem Großvater Pierce Mahony (1792–1853), einem engen Freund von Daniel O’Connell, der 1837 ebenfalls ins Unterhaus gewählt wurde, und mit seinem Sohn Pierce Gun Mahony (1878–1914).
O’Mahony trug in seinem Leben drei Namen, hatte zwei Ehefrauen und gehörte drei verschiedenen Religionen an. Er wurde außerdem von zwei Königen ausgezeichnet, die Gegner im Ersten Weltkrieg waren.

## Familie und Vorleben
O’Mahony wurde 1850 in Dublin in eine Familie geboren, die der Church of Ireland angehörte, und war der einzige überlebende Sohn von Peirce Kenifeck Mahony of Kilmorna aus Duagh, County Kerry, und Jane Cuninghame aus Mount Kennedy im County Wicklow. Sein Vater starb kurz nach seiner Geburt. Als er sechs Jahre alt war, heiratete seine Mutter Colonel William Henry Vicars, und die Familie zog nach Leamington, Warwickshire in England. O’Mahony besuchte das renommierte Internat in Rugby und studierte anschließend am Magdalen College der Universität Oxford, wo er zwar keinen Abschluss erwarb, dafür aber einen Home-Rule-Club gründete und seinen Freund und späteren Kollegen im Unterhaus John Gordon Swift MacNeill kennenlernte. Danach besuchte er das Royal Agricultural College in Cirencester, wo er 1875 die Haygarth-Goldmedaille gewann. 1875 heiratete er Helen Louise Collis, die einzige Tochter Maurice Collis', eines Mitglieds der Royal Irish Academy. Sie verstarb 1899, worauf O’Mahony 1901 Alice Johnstone heiratete, welche aber ihrerseits bereits 1906 verstarb.
O’Mahony bekleidete von 1881 bis 1884 das Amt eines Assistant Land Commissioner für die Countys Kerry und Limerick, war Poor Law Guardian in Listowel sowie Mitglied der Roads and Piers Commission und der Royal Commission on Market Rights and Tolls.

## Politische Karriere

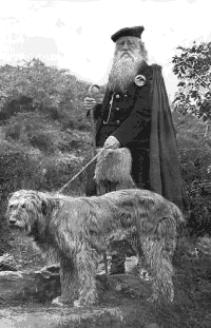
O’Mahony kurz vor seinem Tod in traditioneller irischer Tracht

O’Mahony wurde in den Unterhauswahlen vom Juli 1886 oppositionslos für die Irish Parliamentary Party zum Abgeordneten für North Meath gewählt. Als die Partei sich 1890 infolge des Streits um den Vorsitz von Charles Stewart Parnell spaltete, war O’Mahony einer der vier protestantischen Abgeordneten, die sich auf Parnells Seite schlugen. In den Wahlen von 1892 unterlag er dem Gründer der Irish Land League, Michael Davitt, mit 46 % zu 54 % der Stimmen. Davitt war während der Krise von 1890 einer der schärfsten Kritiker Parnells aus dem klerikalen Lager. Der Wahlkampf war von einer intensiven Kampagne der katholischen Kirche gegen Charles Parnells Anhänger gekennzeichnet, dessen Affäre mit der verheirateten Katharine O’Shea für damalige Verhältnisse skandalös war.
O’Mahony klagte nach den Wahlen erfolgreich auf Annullierung des Resultats, da die Wähler vom Klerus eingeschüchtert worden waren. In den darauf folgenden Nachwahlen vom Februar 1893 kandidierte Davitt nicht mehr in North Meath, da er in der Zwischenzeit oppositionslos in einer Ersatzwahl zum Abgeordneten für North Cork East gewählt worden war. Trotzdem war der Einfluss des Klerus auf die Wähler nach wie vor groß. Die Times berichtete zu den Wahlen: „Die Priester... schwärmten in alle Wahllokale und ließen die Wähler niemals aus den Augen.“ O’Mahony verlor die Wahl erneut, diesmal mit 47 % zu 53 % der Stimmen.
O’Mahony blieb auch nach seiner Wahlniederlage in der Irisch-nationalistischen Bewegung aktiv und kandidierte in der Folge noch drei Mal erfolglos für einen Sitz im Unterhaus: Er verlor 1895 die Wahlen im Bezirk Dublin St. Stephen’s Green gegen den Amtsinhaber der Liberalen Unionisten, William Kenny. 1915 kandidierte er für den Bezirk Dublin Harbour, erhielt dort aber lediglich 24 % der Stimmen. 1918 kandidierte er für den Bezirk West Wicklow, verlor aber gegen den Kandidaten von Sinn Féin, Robert Childers Barton.
1913 unterstützte O’Mahony die Arbeiter unter der Führung von James Larkin im Dublin Lockout. Während des Ersten Weltkriegs unterstützte er John Redmond als Mitglied der Rekrutierungskommission für Irische Regimente innerhalb der Britischen Armee (siehe dazu auch National Volunteers). Für seine Arbeit innerhalb dieser Kommission wurde er 1920 mit dem Order of the British Empire ausgezeichnet, den er allerdings aus politischer Überzeugung ablehnte. Später im selben Jahr trat er aus Protest gegen die Britische Politik im Irischen Unabhängigkeitskrieg von seinem Posten als Deputy Lieutenant des County Wicklow sowie allen anderen öffentlichen Ämtern zurück. Von den Briten enttäuscht, gab er sich seit diesem Zeitpunkt bis zu seinem Tod betont irisch und kleidete sich bevorzugt in traditionellen irischen Trachten.
Sein Sohn Dermot O’Mahony (1881–1960) war von 1927 bis 1930 für die Cumann na nGaedheal Mitglied des Dáil Éireann.

## Spätere Karriere

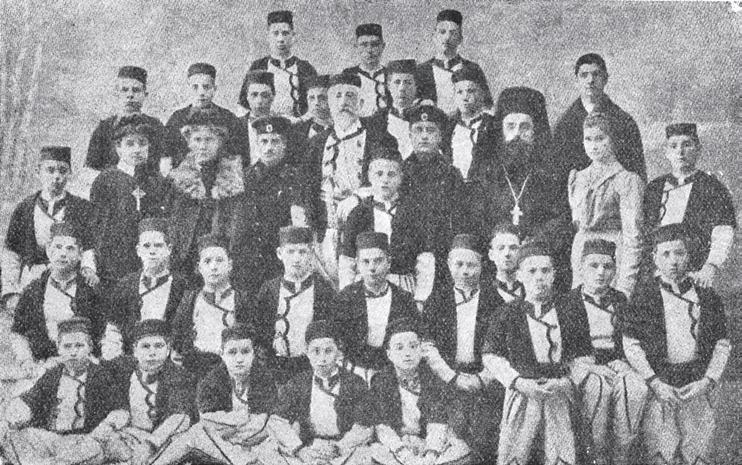
O’Mahony (Mitte) mit Waisenkindern aus dem St. Patrick's Orphanage

1898 wurde O’Mahony in die King’s Inns berufen und praktizierte in der Folge als Barrister. 1900 erbte er das Vermögen seines Onkels und wurde dadurch finanziell unabhängig; er gab seine Erwerbstätigkeit auf und widmete sich philanthropischen Projekten. 1903 reiste er nach Bulgarien und kümmerte sich um Waisen, die im Zuge des Ilinden-Preobraschenie-Aufstands vor den Türken geflohen waren, und eröffnete 1904 in Sofia das Waisenhaus St. Patrick's Orphanage. Beim Ausbruch des Ersten Weltkriegs 1914 versuchte er erfolglos, Bulgarien vom Kriegseintritt auf der Seite der Mittelmächte abzuhalten, und setzte sich nach dem Krieg dafür ein, dass das Land von Reparationszahlungen befreit werden sollte. Am 20. Januar 1915 verlieh Zar Ferdinand I. ihm den Bulgarischen Zivilverdienstorden. Heute ist eine Straße in der bulgarischen Hauptstadt Sofia nach ihm benannt.
Während seines Aufenthalts in Bulgarien wurde O’Mahony Mitglied der Bulgarisch-Orthodoxen Kirche, blieb aber Mitglied der Church of Ireland, bis 1927 deren neuer Rektor ihn aufforderte, zwischen den beiden Religionen zu wählen. 1929, ein Jahr vor seinem Tod, konvertierte er zum Katholizismus. Er verstarb am 31. Oktober 1930 auf seinem Landgut in Grange im County Wicklow.

## Schriften
- mit John Joseph Clancy: The Irish Land Crisis, The Irish Question, No. 4, Irish Press Agency, London 1886.
- The Truth about Glenbeigh, The Irish Question, No. 15, Irish Press Agency, London 1887.
- Bulgaria and the Powers: Being a Series of Letters on the Balkans written from Sofia. Sealy, Dublin 1915.